# Ameripodius alexis
Ameripodius alexis – gatunek wymarłego ptaka z rodziny Quercymegapodiidae. Okres istnienia przypadał na wczesny miocen. Szczątki kopalne odnaleziono we Francji.
Skamieliny odnaleziono w okolicach Saint-Gérand-le-Puy w departamencie Allier we Francji. Stanowiły je kość krucza, kość ramienna, kość łokciowa, kość stępu, kości nadgarstka oraz kość udowa. Aktualnie znajdują się one w zbiorach Muzeum Historii Naturalnej w Paryżu. Wśród znalezionych kości stępu dwie należały do osobników młodocianych. Nazwa gatunkowa pochodzi od imienia syna autorki oryginalnego opisu.